# Студентсько-курсантське самоврядування ДДУВС (СКР)
Не оформелена сторінка, буде доповнення в майбутньому часі

## Цілі та завдання
1. Забезпечення захисту прав та свобод здобувачів вищої освіти шляхом постійної взаємодії між курсантами, студентами слухачами, педагогічним складом та керівництвом університету;
2. Урізноманітнення дозвілля здобувачів освіти завдяки проведенню різноманітних конкурсів, фестивалів та урочистостей;
3. Збільшення кількості заохочувань та відзнак за особисті досягнення в навчанні, в спорті, в творчій та науковій діяльності;
4. Сприяння підвищенню зацікавленості здобувачів вищої освіти в реалізації молодіжної політики України;
5. Забезпечення виконання здобувачів вищої освіти своїх обов’язків;
6. Створення комфортних та корисних умов відпочинку та дозвілля здобувачів;
7. Збільшення можливості залучення осіб до наукової та творчої діяльності завдяки різноманітним заходам;
8. Підвищення рівня співпраці з іншими університетами не лише Дніпропетровської області та України, але й міжнародними навчальними закладами, налагодивши процедуру здійснення навчання за обміном.
9. Залучення здобувачів вищої освіти до волонтерської та благодійницької діяльності;
10. Пропаганда здорового способу життя;
11. Збереження гендерного паритету між здобувачів вищої освіти університету.

## Склад СКР
Голова Студентсько-курсантської ради ДДУВС - Хаджийський Максим Вікторович
Заступник голови Студентсько-курсантської ради з числа курсантів - Степаненко Богдан Олександрович
Заступник голови Студентсько-курсантської ради з числа студентів - Дарчич Діана Максимівна
Голова відділу у справах побуту та гуртожитків - Черниш Кирило Іванович
Голова відділу фандрейзингу - Коверзай Олександра Олександрівна
Голова відділу профорієнтаційної роботи та сприяння працевлаштуванню - Степанюк Ксенія Олександрівна
Голова спортивно-туристичного відділу - Лушпаєв Денис Сергійович
Голова відділу організації наукової роботи - Толмачова Юлія Миколаївна
Голова культурно-масового відділу - Сіліна Софія Андріївна
Голова відділу міжнародних зв’язків - Нечипоренко Віталій Євгенович
Голова відділу інформаційних технологій - Трухонь Сергій Вікторович
Голова відділу запобігання корупції та вирішення конфліктів - Бут Данило Денисович
Голова відділу організації навчальної роботи та забезпечення якості освітньої діяльності - Ковальова Анастасія Сергіївна
Голова соціально-гуманітарного відділу - Руснак Владислав Валентинович
Голова Студентсько-курсантського центру гендерної культури - Лєтка-Шаповалова Олександра Андріївна

## Нормативно-правове положення про СКР ДДУВС
Положення про студентсько-курсантське самоврядування.